# Quintela de Azurara
Quintela de Azurara é uma povoação portuguesa sede da Freguesia de Quintela de Azurara do Município de Mangualde, freguesia com 9,85 km² de área e 506 habitantes (censo de 2021), tendo, por isso, uma densidade populacional de 51,4 hab./km².

## História
Os vestígios romanos encontrados no local deixam perceber que este já é habitado desde a antiguidade. Nas Inquirições de 1258 é já mencionada como sede de paróquia.
Na sequência do terramoto de 1755, por ordem de Carvalho e Melo foi feito um inquérito geral às paróquias do reino. O pároco de Quintela da Azurara respondeu da seguinte forma:
Fica este lugar de Quintela de Azurara na Província da Beira Alta: pertence ao termo da vila de Mangualde, e ao Bispado e Comarca de Viseu, e é freguesia sobre si. É da coroa; porém os moradores deste lugar, e dos mais do termo pagam todos os anos trinta e três mil reis de foro à antiga Casa dos Cabrais, Fidalgos da Vila de Belmonte da Comarca da Guarda, cuja quantia se reparte anualmente pelas justiças dos moradores do dito termo com respeito à possibilidade de cada um. Tem esta terra cento e quatro fogos, e quatro centos e vinte e duas pessoas.

## Demografia
A população registada nos censos foi:
| Distribuição da População por Grupos Etários | Distribuição da População por Grupos Etários | Distribuição da População por Grupos Etários | Distribuição da População por Grupos Etários | Distribuição da População por Grupos Etários |
| -------------------------------------------- | -------------------------------------------- | -------------------------------------------- | -------------------------------------------- | -------------------------------------------- |
| Ano                                          | 0-14 Anos                                    | 15-24 Anos                                   | 25-64 Anos                                   | > 65 Anos                                    |
| 2001                                         | 85                                           | 98                                           | 308                                          | 89                                           |
| 2011                                         | 72                                           | 54                                           | 306                                          | 110                                          |
| 2021                                         | 56                                           | 47                                           | 253                                          | 150                                          |

## Património
- Casa de Quintela
- Igreja Matriz de São João Baptista
- Moinhos do Coval
- Janela Manuelina de Canelas (Monumento de Interesse Municipal desde 2023)
- Ponte Medieval
- Capela de Nossa Senhora da Esperança
- Pontão do Freixos
- Sepulturas Antropomórficas
- Pontão da Amieira

## Coletividades
- Rancho Folclórico "Os Azuraras" de Quintela
- Grupo Recreativo de Quintela